# Dejan Bauman
Dejan Bauman (Maribor, 8 settembre 1970) è un ex calciatore sloveno, di ruolo attaccante.